# 매파
매파( -派, 영어: war hawk, hawk)는 전쟁에 관한 논의에서 전쟁에 대한 지속이나 확대를 선호하는 정치 파벌을 의미한다. 특히 미국에서 주로 외교정책에 있어서의 강경파를 가리켜 매파라고 부르기도 한다.

## 유래
1812년 전쟁 때부터 만들어진 조어였으나, 널리 쓰이기 시작한 것은 미국이 여러 전쟁에 관여하기 시작한 베트남 전쟁 이후부터였다.

## 같이 보기
- 우익
- 미국의 정치
- 치킨호크 (정치)